# 成城キリスト教会
成城キリスト教会（せいじょうキリストきょうかい）は東京都世田谷区に位置する教会。日本福音基督教団に属している。

## 沿革
平出慶一が成城学園女学校長の上里朝秀に成城教会創立について相談し、賛意を得て、1947年2月2日に成城学園の女学校講堂を借りて成城キリスト教会を創立し、礼拝を行う。同時期に日本福音キリスト教会を創立。同年夏に青年会、婦人会が発足。
1948年4月、日曜学校が発足（校長は上里朝秀）。
1951年7月、平出慶一の資産を売却した資金で、私邸の前庭に旧会堂を建設。
1952年3月16日、献堂式。
1952年9月、日本福音キリスト教団に改組。
1950年代後半から1960年初めにかけ、成城大学の学生に讃美歌を教える。
1962年4月、ナザレ会（高校生会）が発足。
1967年2月26日、創立二十周年記念礼拝。
1972年8月20日、平出照道が主管牧師に就任。
1975年1月17日、平出慶一名誉牧師が死去。
1982年12月1日、新会堂起工。
1982年12月、平出慶一自伝「主のあわれみ限りなく」上梓。
1983年5月初旬、新会堂が完成。
1985年5月19日、教会墓所竣工式および納骨式。
1995年、「日曜学校」を「教会学校」に変更。
1997年5月18日、創立五十周年記念礼拝・感謝会。五十周年記念誌を発行。

## 所在地
- 東京都世田谷区成城2丁目6番14号

## 交通アクセス
- 小田急小田原線成城学園前駅から徒歩6分